# Itch.io
itch.io（イッチ・ドット・アイオー）は、利用者がインディーコンピュータゲームを開発、販売、ダウンロードを行うためのウェブサイト。リーフ・コーコランによって2013年3月に始められたこのサービスでは、2016年7月現在で約40,000のゲームとコンテンツが発表されている。

## 歴史
2013年3月3日、リーフ・コーコランは、pay what you wantを用いた「leafo.net」というサイトについてのブログエントリを投稿した。Rock, Paper, Shotgun,とのインタビューで、元のアイデアは商店ではなく、「カスタマイズされたゲームのホームページを作成する」場所だったと語った。
2015年6月、このサービスでは1万5000件以上のゲームとプログラムが発表された。
2015年12月、サービスはゲームやその他のコンテンツをインストールするためのデスクトップアプリケーションのリリースを発表した。それは、Windows、MacOS、Linuxの同時サポートでリリースされた。今日、itchアプリは「あなたのitch.ioゲームをプレイするための最良の方法」として推奨されている。

## 収益
デベロッパーはプラットフォームにリリースされたゲームのために金銭を受け取ることができ、2015年5月にitch.ioはデベロッパーに51,489USドルを支払った。デフォルトでは、各売り上げからサイトにより10％引かれるが、デベロッパーは購入ごとにサイトからどのくらいの金額を得るか選択することができる。デベロッパーはゲームの最低価格（無料を含む）を設定することができ、プレイヤーは購入したゲームを気に入ったなら、その最小額を超えて支払うことができる。サイト上のものを購入するために、暗号通貨やビットコインを使用することも出来る。